# Edward FitzGerald

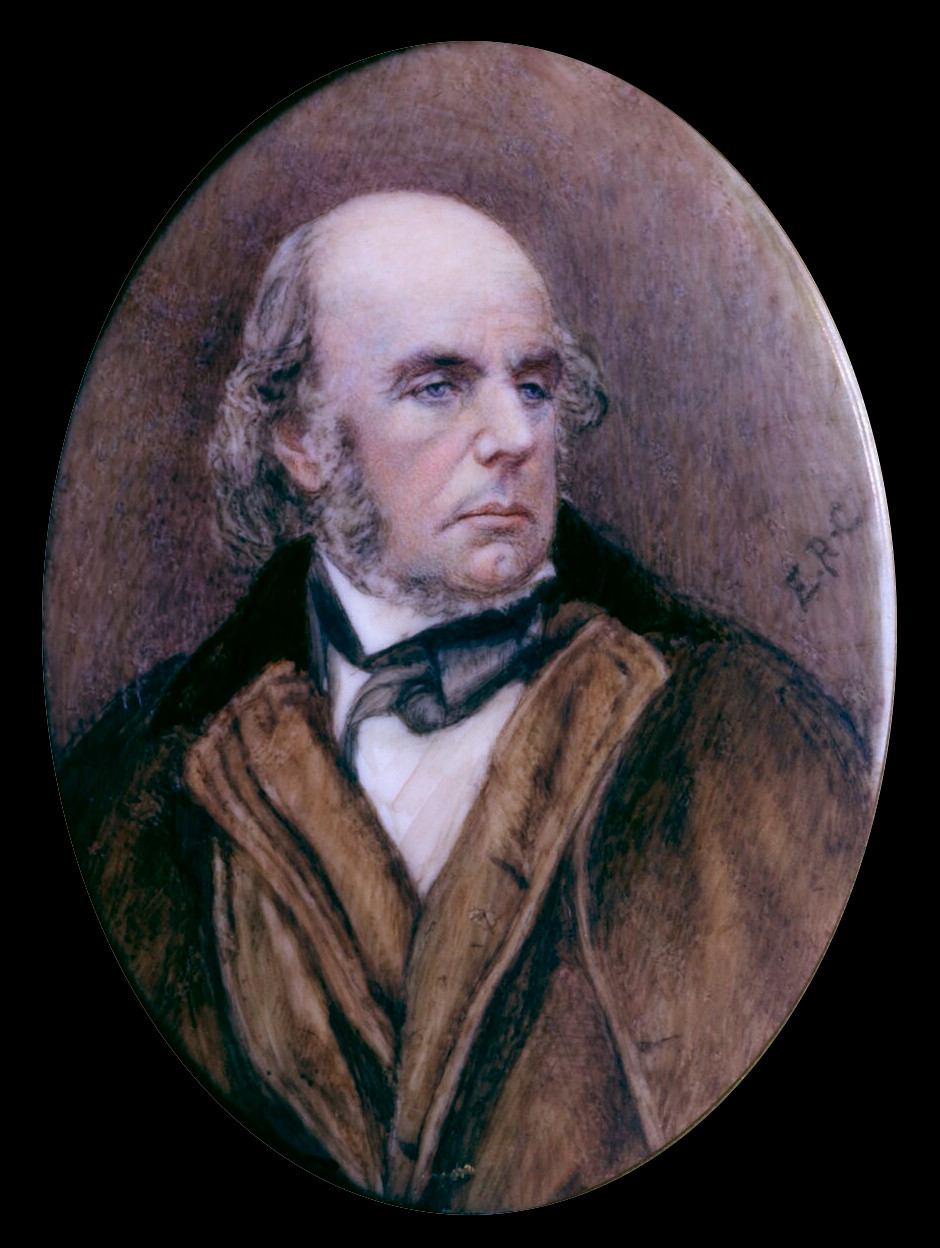
Edward FitzGerald (1873)

Edward FitzGerald (Woodbridge, 31 maart 1809 -  Merton, 14 juni 1883) was een Engels schrijver en vertaler. Zijn faam berust vooral op het feit dat hij het werk van de 11e/12e-eeuwse Perzische schrijver en wetenschapper Omar Khayyám in het Westen bekendmaakte. Hij gaf een Engelse versie van diens gedichten uit onder de titel Rubáiyát of Omar Khayyám (1859).
Edward FitzGerald, de achternaam wordt ook wel aangetroffen in de spelling Fitzgerald, werd geboren als zoon van John Purcell. De familie was zeer welgesteld en toen zijn moeder bij het overlijden van haar vader in 1818 diens vermogen erfde, behoorden zij tot de rijkste families in Engeland. In datzelfde jaar besloten zij de naam aan te nemen van de familie van Edwards moeder.
FitzGerald bezocht achtereenvolgens het gymnasium in Bury St. Edmunds en het Trinity College van de Universiteit van Cambridge. Aan de universiteit ontmoette hij William Makepeace Thackeray, met wie hij levenslang bevriend bleef.  Ook de dichters Alfred Tennyson en de Schotse schrijver Thomas Carlyle behoorden tot zijn vriendenkring.
Aangezien er geen gebrek aan geld was, leidde FitzGerald na zijn studie een rustig bestaan. Hij kocht een huis in Woodbridge en kon zich overgeven aan zijn hobby's, waaronder musiceren, lezen en vooral veel corresponderen met zijn vrienden. In 1849 trouwde hij met Lucy Barton, de dochter van een vriend, maar het huwelijk bleek geen succes en al na enkele weken ging het paar uit elkaar.
In 1851 verscheen zijn eerste werk onder de titel "Euphranor. A dialogue on youth", met als onderwerp het onderwijs in Engeland, in 1852 gevolgd door "Polonius: A Collection of Wise Saws and Modern Instances", een boek met citaten. Beide werden anoniem gepubliceerd. Hij was inmiddels geïnteresseerd geraakt in de Spaanse literatuur. In 1853 publiceerde hij Six Dramas of Calderón, vrije vertalingen/bewerkingen van stukken van de Spaanse toneelschrijver Pedro Calderón de la Barca. Dit boek werd door de critici niet gewaardeerd; wel door de lezers kennelijk, want in 1865 verschenen er nog twee stukken.
Na zijn studie van de Spaanse literatuur volgde hij een studie Perzische literatuur bij professor Edward Cowell aan de Universiteit van Oxford. In 1856 verscheen een eerste vertaling uit het Perzisch, "Salámán and Absál. An Allegory", naar het werk van de 15e-eeuwse dichter Jámí.
Cowell, met wie hij bevriend was geraakt, stuurde hem een exemplaar van een manuscript toe van het werk van Omar Khayyam, dat hij ontdekt had in een bibliotheek in Calcutta. Samen met een document uit de Bodleian Library vertaalde en bewerkte FitzGerald de gedichten en gaf ze in 1859 anoniem uit onder de door hem bedachte titel The Rubáiyát of Omar Khayyám. De term  'rubáiyát' betekent 'kwatrijnen', vierregelige gedichten, in dit geval met het rijmschema aaba.
Deze eerste uitgave was eenvoudig uitgevoerd en trok aanvankelijk weinig aandacht. In 1860 werd het werk echter ontdekt door de schrijver en schilder Dante Gabriel Rossetti, die er zeer enthousiast over was. Vervolgens trok het ook de aandacht van anderen en werd het werk langzaam maar zeker beroemd. Het duurde echter nog tot 1868 voor FitzGerald een tweede en bewerkte versie uitgaf. Er zouden bij zijn leven nog twee versies verschijnen, in 1872 en 1879. Deze laatste versie was uiteindelijk de nu nog bekende definitieve. In 1889 kwam postuum nog een editie uit, lichtelijk bewerkt op grond van nagelaten aantekeningen.
Het werk trok ook buiten Engeland de aandacht en werd in vele talen vertaald, ook in het Nederlands. Naast veel lof waren er ook kritische geluiden te horen: FitzGerald zou wel erg vrij met de oorspronkelijke gedichten zijn omgesprongen en ook zou hij een aantal kwatrijnen zelf hebben verzonnen. De excentrieke schrijver gaf dat overigens zelf toe. De meeste edities verschenen anoniem; pas in 1876 werd 'ontdekt' dat FitzGerald erachter zat. Het werk wordt inmiddels beschouwd als een opzichzelfstaande Engelse klassieker.
Tussen de verschillende edities van de Rubáiyát door schreef FitzGerald nog een aantal andere werken, die echter minder de aandacht trokken. In 1898 verscheen Letters and Literary Remains met daarin onder meer de, ook veelgeprezen, brieven.
FitzGerald overleed op 14 juni 1883 en werd begraven in Boulge, Suffolk.

## Vertalingen
De Rubáiyát werd meer dan een dozijn maal in het Nederlands vertaald. De meest recente vertaling is: Omar Chajjaam, Kwatrijnen, door Paul Claes (Antwerpen:Meulenhoff 2010)